# آلفا رومئو ۴سی
آلفا رومئو ۴سی (به انگلیسی: Alfa Romeo 4C) (تیپ ۹۶۰) یک خودروی اسپورت موتور وسط عقب-محور عقب سبک‌وزن است که توسط شرکت خودروسازی آلفا رومئو و در دو مدل کوپه و اسپایدر ساخته شده‌است. این خودرو از یک شاسی یکپارچه از جنس فیبر کربن، ضربه‌گیرهای عقب و جلو، و زیرشاسی عقب هیبرید از جنس آلومینیوم بهره‌مند است که با وجود این امکانات، وزن آن در مدل پایه به ۹۲۰ کیلوگرم (۲٬۰۲۸ پوند)، و در مدل‌های مخصوص بازار ایالات متحده به ۱٬۱۱۸ کیلوگرم (۲٬۴۶۵ پوند) رسیده‌است. ۴سی اولین خودروی تولید انبوه شرکت آلفا رومئو است که در قرن ۲۱ وارد بازارهای آمریکای شمالی می‌شود.

## پیشینه

### آلفا رومئو ۴سی مفهومی (۲۰۱۱)

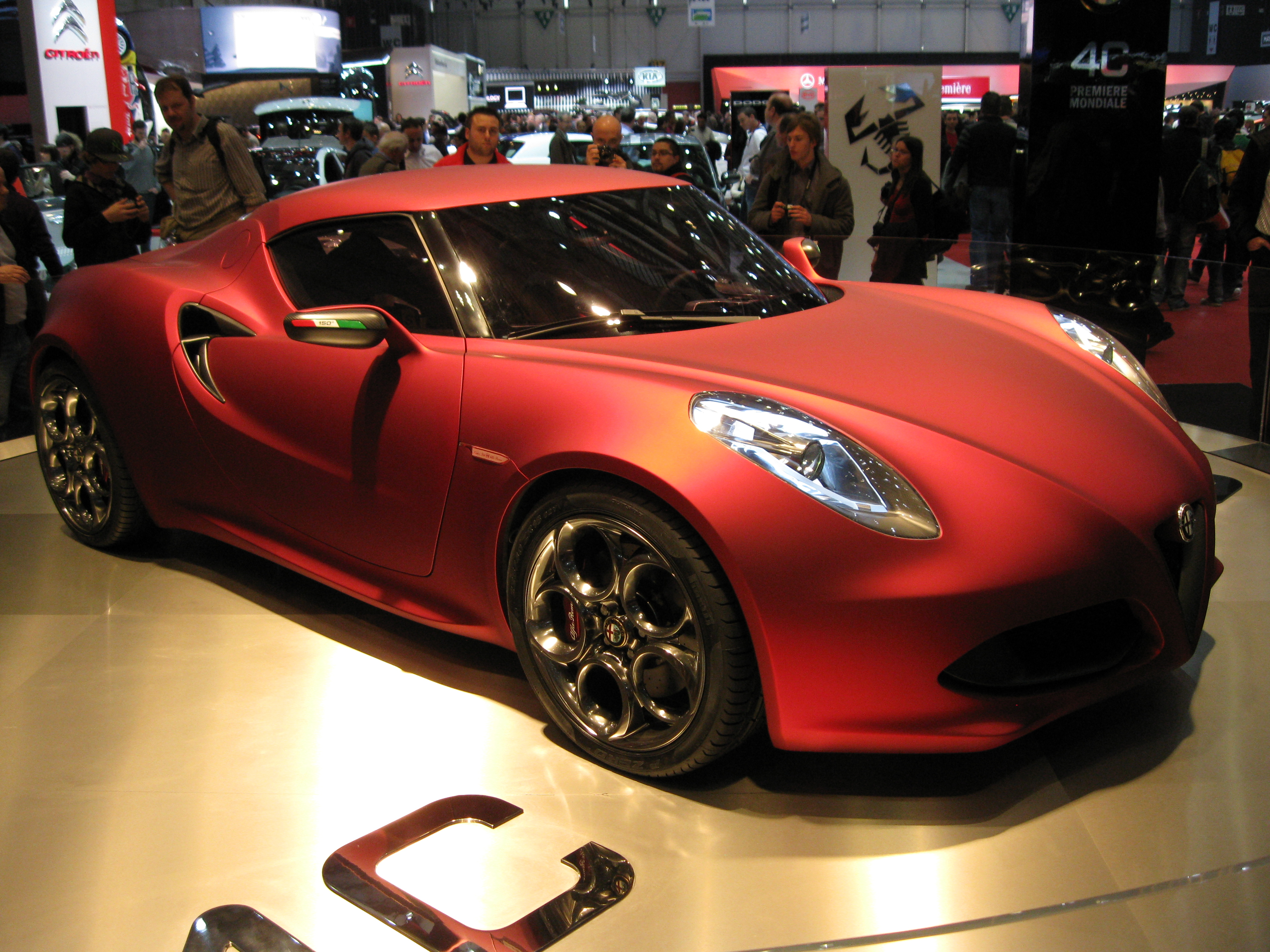
۴سی مفهومی

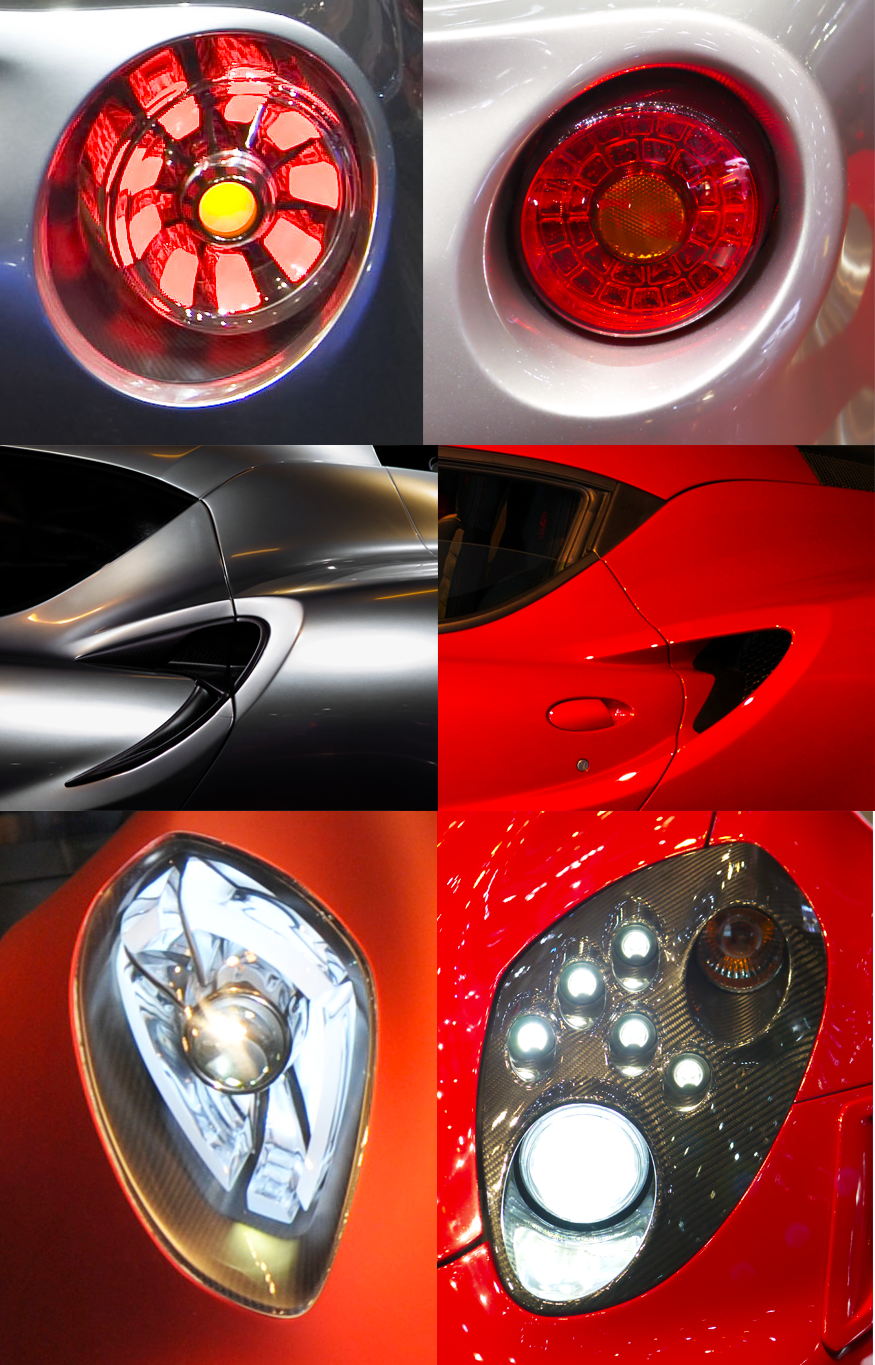
تفاوت‌های میان ۴سی مفهومی (چپ) و مدل تولیدی ۴سی برای بازار اروپا (راست)

آلفا رومئو ۴سی مفهومی، یک خودروی کوپه دو نفره محور عقب است که تکنولوژی‌ها و مواد به کار رفته در ساخت آن از خودروی آلفا رومئو ۸سی کومپتزیون به عاریت گرفته شده‌است. این مدل به یک موتور ۱۷۵۰ سی‌سی بنزینی توربو با سامانه تزریق مستقیم سوخت، جعبه دندهٔ دو کلاچه خشک «آلفا تی‌سی‌تی»، و همچنین سیستم آلفا دی‌ان‌ای داینامیک کنترل سلکتور بهره‌مند است.
نسخهٔ مفهومی خودروی ۴سی در هشتاد و یکمین نمایشگاه خودرو ژنو در سال ۲۰۱۱ رونمایی شد؛ پس از آن این خودرو در گردهمایی میلی میا در سال ۲۰۱۱، فستیوال سرعت گودوود ۲۰۱۱، و نمایشگاه خودروی فرانکفورت ۲۰۱۱ نیز به نمایش درآمد.
این مدل، دارای شباهت‌های بسیاری با مدل تولیدی آلفا رومئو ۴سی بود، و بیشترین تفاوت این دو مدل با یکدیگر در طراحی چراغ‌های جلو، آینه‌ها و ورودی‌های هوای جانبی به چشم می‌خورد.

#### جایزه‌ها
آلفا رومئو ۴سی مفهومی، توسط خوانندگان مجلهٔ آلمانی اتو بیلد به عنوان «زیباترین خودروی مفهومی سال» انتخاب شد، و پس از آن، این مجله جایزهٔ طراحی اتوبیلد ۲۰۱۱ را به این خودرو اهدا کرد. ۴سی مفهومی همچنین بر اساس نتیجه یک نظرسنجی عمومی در ویلا دیستی، برندهٔ «جایزهٔ طراحی خودروهای مفهومی و پروتوتایپ» شد.

### رونمایی
نسخهٔ تولیدی آلفا رومئو ۴سی برای اولین بار در نمایشگاه خودرو ژنو ۲۰۱۳،و پس از آن در نمایشگاه «تکنو کلاسیکا» ۲۰۱۳ در شهر اسن، فستیوال سرعت گودوود ۲۰۱۳، میدان مسابقهٔ مسکو، و نمایشگاه خودروی فرانکفورت ۲۰۱۳ رونمایی شد.
یک نمونه از شاسی این خودرو با شمارهٔ ۴سی۰۰۰ نیز در نمایشگاه خودروی ژنو در سال ۲۰۱۳ در معرض بازدید عموم قرار گرفت.
ثبت سفارش خرید برای مدل‌های اروپایی این خودرو، در ماه اکتبر ۲۰۱۳ در نمایندگی‌های فروش آلفا رومئو در اروپا آغاز شد.

### بازاریابی
به عنوان بخشی از روند معرفی خودروی ۴سی، مرکز طراحی آلفا رومئو با همکاری شرکت کمپانیا دوکاله، یک دوچرخهٔ ‏IFD‏ ‎(Innovative Frame Design)‎ را با الهام از مدل ۴سی کوپه طراحی و معرفی کردند. این خودرو در دسامبر ۲۰۱۳ وارد بازارهای اروپا، آسیا و آمریکا شد.

### تولید
تولید خودروی ۴سی در مهٔ ۲۰۱۳ در کارخانهٔ مازراتی واقع در مودنا، و با پیش‌بینی تولید سالانهٔ تا ۲۵۰۰ دستگاه آغاز شد. این خودرو اولین خودروی تولید انبوه ساخت شرکت آلفا رومئو برای ورود دوباره به بازار آمریکا است.
حجم تولید آلفا رومئو ۴سی در ابتدا بیش از ۱۰۰۰ دستگاه در سال و سقف تولید حداکثر ۳۵۰۰ دستگاه در سال بسته به توان شرکت آدلر پلاستیک در تولید شاسی فیبر کربنی ۴سی تخمین زده‌شد. از میان این سهمیهٔ تولید ۳۵۰ دستگاهی، ۱۰۰۰ دستگاه برای عرضه در اروپا در نظر گرفته شده‌بود.
تحویل خودروهای آلفا رومئو ۴سی نسخهٔ معرفی، در مرکز آزمایش بالوکو (ورچلی، ایتالیا)، و با تحویل خودروها به افرادی با نام پیرلویجی دو سیلوسترو (سوئیس)، فیلیپ والش (فرانسه)، کارلوس دینیز (آلمان)، آلدو ماریانی (هلند) و استفانو زانوتی (ایتالیا) آغاز شد.

## مشخصات فنی

### بدنه و شاسی

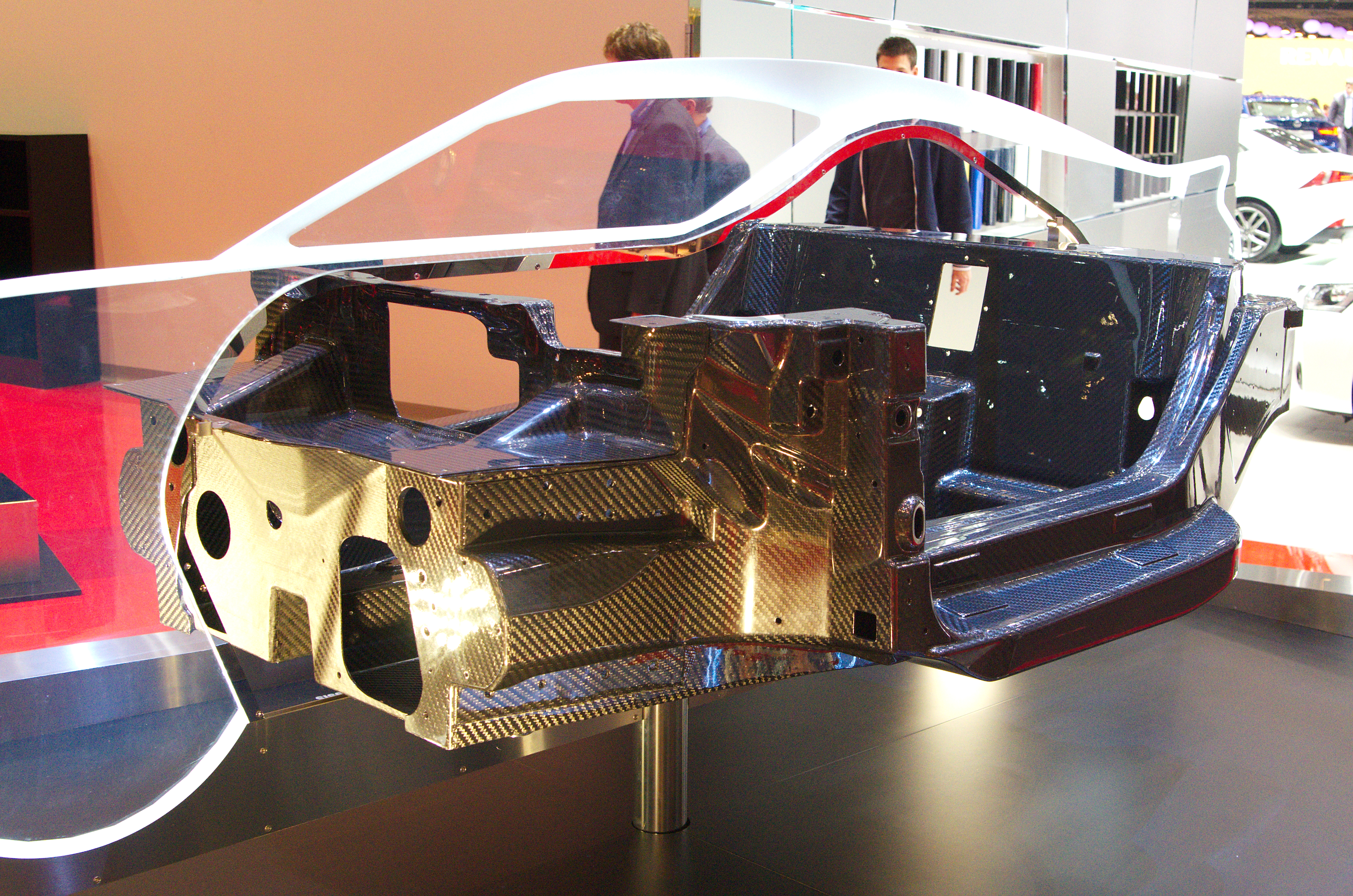
شاسی فیبر کربنی ۴سی

طراحی این خودرو در مرکز طراحی آلفا رومئو (Centro Stile Alfa Romeo) انجام گرفت و توسط شرکت آلفا رومئو توسعه یافت. بخش اصلی و میانی شاسی ۴سی از جنس فیبر کربن ساخته‌شده و زیرشاسی‌های آلومینیومی در جلو و عقب آن را کامل می‌کنند. شاسی کربنی این خودرو توسط شرکت تی‌تی‌ای (Tecno Tessile Adler)، که یک شرکت سرمایه‌گذاری مشترک میان آدلر پلاستیک و شرکت لاوورازیون متریالی کامپوزیتی است، در ایرولا تولید می‌شود.
شاسی فیبر کربنی مونوکوک ۴سی دارای وزن ۶۵ کیلوگرم (۱۴۳ پوند) است. وزن آماده به سرویس (همراه با روغن‌ها و سوخت) این خودرو برابر با ۱٬۱۷۵ کیلوگرم (۲٬۵۹۰ پوند) است. آلفا رومئو ۴سی همانند بسیاری از خودروهای اسپورت دیگر، از یک بدنهٔ یک‌پارچه از جنس الیاف کربن بهره‌مند است. در ساخت بدنه خارجی از ورق ریخته‌گری (SMC) استفاده شده‌است که در مقایسه با فولاد ۲۰٪ سبک‌تر است. مقاومت این بدنه قابل مقایسه با بدنهٔ فولادی بوده و دارای مقاومت بیشتری نسبت به فلز آلومینیوم است.
سیستم تعلیق ۴سی در جلو از نوع دوجناقی و در عقب از نوع مک‌فرسون است. ۳۸٪ از وزن این خودرو بر روی محور جلو، و ۶۲٪ وزن آن بر روی محور عقب قرار دارد. ۴سی در حالت استاندارد از رینگ‌های ۱۷ اینچی با لاستیک‌هایی با اندازهٔ ‎205/45 R17‎ در جلو و ۱۸ اینچی با لاستیک‌هایی به اندازهٔ ‎235/40 R18‎ در عقب مجهز است. همچنین به صورت انتخابی می‌توان رینگ‌های ۱۸ اینچی با لاستیک‌های ‎205/40 R18‎ برای چرخ‌های جلو و رینگ‌های ۱۹ اینچی با لاستیک‌های ‎235/35 R19‎ را برای چرخ‌های عقب سفارش داد. تمامی لاستیک‌های ارائه شده برای آلفا رومئو ۴سی از نوع پیرلی پی زیرو هستند. خودروی ۴سی از ترمز دیسکی در تمام چرخ‌ها برخوردار است. این ترمزهای دیسکی ساخت شرکت برمبو، در چرخ‌های جلو دارای اندازهٔ ۳۰۵ میلیمتر (۱۲ اینچ)، و در چرخ‌های عقب دارای اندازهٔ ۲۹۲ میلیمتر (۱۱٫۵ اینچ) هستند. این ترمزها به ۴سی این قابلیت را می‌دهند تا پس از طی مسافت ۳۶ متر از سرعت ۱۰۰ کیلومتر بر ساعت (۶۲ مایل بر ساعت) به حالت توقف کامل برسد. جهت کاهش وزن و همچنین انتقال بیشتر حس رانندگی به راننده، خودروی ۴سی فاقد سیستم فرمان قدرتی (هیدرولیک) است. ارتفاع گرانیگاه این خودرو از زمین تنها ۴۰ سانتیمتر (۱۶ اینچ) است که ۷ سانتیمتر (۲٫۸ اینچ) از خودروی لوتوس الیس کوتاه‌تر است.

### پیشرانه و عملکرد

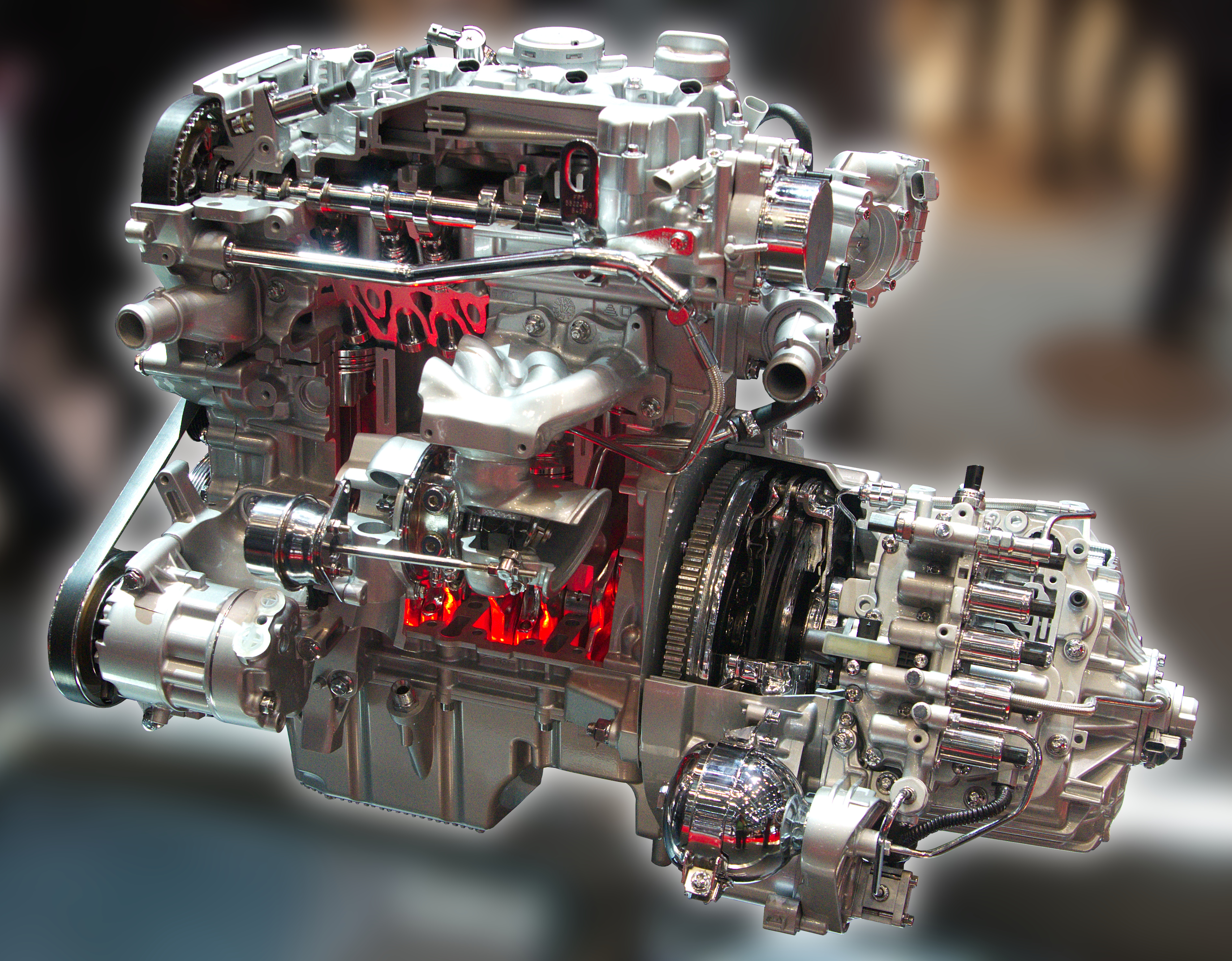
موتور ۱۷۵۰ سی‌سی چهار سیلندر تی‌بی‌آی (تزریق‌مستقیم توربو)

آلفا رومئو ۴سی از یک تمام‌آلومینیومی موتور چهار سیلندر خطی توربو با حجم ۱٬۷۴۲ سانتی‌متر مکعب (۱٫۷۴ لیتر) بهره‌مند است. بیشترین قدرت این موتور معادل ۲۴۰ اسب بخار (۱۷۹ کیلووات) است که در دور موتور ۶٬۰۰۰ دور بر دقیقه به دست می‌آید. این پیشرانه که جهت دستیابی به وزن کمتر طراحی شده، دارای مصرف سوخت ترکیبی ۶٫۸ لیتر بر ۱۰۰ کیلومتر (۳۵ مایل بر گالون آمریکایی؛ ۴۲ مایل بر گالون بریتانیایی) است. شتاب ۰–۱۰۰ کیلومتر بر ساعت (۰–۶۲ مایل بر ساعت) ۴سی برابر با ۴٫۵ ثانیه، و بیشینه سرعت آن معادل ۲۵۸ کیلومتر بر ساعت (۱۶۰ مایل بر ساعت) است. نسبت قدرت به وزن این خودرو برابر با ۰٫۲۶۷ اسب بخار به ازای هر کیلوگرم از وزن است. یک ژورنالیست از مجلهٔ خودرویی کواتروروت ثابت کرده‌است که خودروی ۴سی می‌تواند در زمانی کمتر از ۴٫۵ ثانیه به سرعت ۱۰۰ کیلومتر بر ساعت دست یابد. طبق گزارش این ژورنالیست، در حالت مسابقه، همزمان با اینکه پای راننده بر روی پدال ترمز قرار دارد، پدال دندهٔ پشت فرمان سمت راست را به بکشد، دور موتور به ۳۵۰۰ دور بر دقیقه می‌رسد. اما در صورتی به‌طور همزمان پدال دندهٔ سمت چپ نیز کشیده شود، دور موتور به ۶۰۰۰ دور بر دقیقه (بیشترین قدرت تولیدی موتور) رسیده و پس از رها کردن پدال ترمز، خودرو می‌تواند در زمان ۴٫۲ ثانیه به سرعت ۱۰۰ کیلومتر بر ساعت دست پیدا کند.
طبق آمار منتشر شده از رکورد زمانی آلفا رومئو ۴سی در پیست نوربورگ‌رینگ توسط مجلهٔ خودرویی ایتالیایی کواتروروت، خودروی ۴سی موفق به ثبت زمان ۸:۰۴ دقیقه برای طی یک دور پیست شده‌است.
۴سی به یک جعبه‌دندهٔ شش سرعتهٔ دوکلاچه خشک آلفا تی‌سی‌تی با پدال‌های تعویض دنده بر روی فرمان مجهز است. این خودرو همچنین به سیستم تنظیم حالت دینامیکی آلفا دی‌ان‌ای مجهز است که رفتار پیشرانه، سیستم ترمز، سیستم تعلیق، جعبه‌دنده و پاسخ دریچه گاز را کنترل می‌کند. علاوه بر حالت‌های مختلف رانندگی که در خودروی جولیتا نیز یافت می‌شوند، مدل ۴سی دارای یک حالت اضافه با نام «حالت مسابقه» است.
| بیشینه سرعت | ۲۵۸ کیلومتر بر ساعت (۱۶۰ مایل بر ساعت)                   |
| ۰–۱۰۰       | ۴٫۵ثانیه                                                 |
| نوع موتور   | چهار سیلندر خطی توربو                                    |
| حجم موتور   | ۱٬۷۴۲ سانتی‌متر مکعب (۱٫۷۴ لیتر)                          |
| توان        | ۲۴۰ اسب بخار (۱۷۹ کیلووات) در ۶٬۰۰۰ دور بر دقیقه         |
| گشتاور      | ۳۵۰ نیوتن متر (۲۵۸ پوند-فوت) در ۲٬۱۰۰–۳٬۷۵۰ دور بر دقیقه |
| شتاب جانبی  | ۱٫۱ جی                                                   |

## مدل‌ها

### ۴سی نسخهٔ معرفی

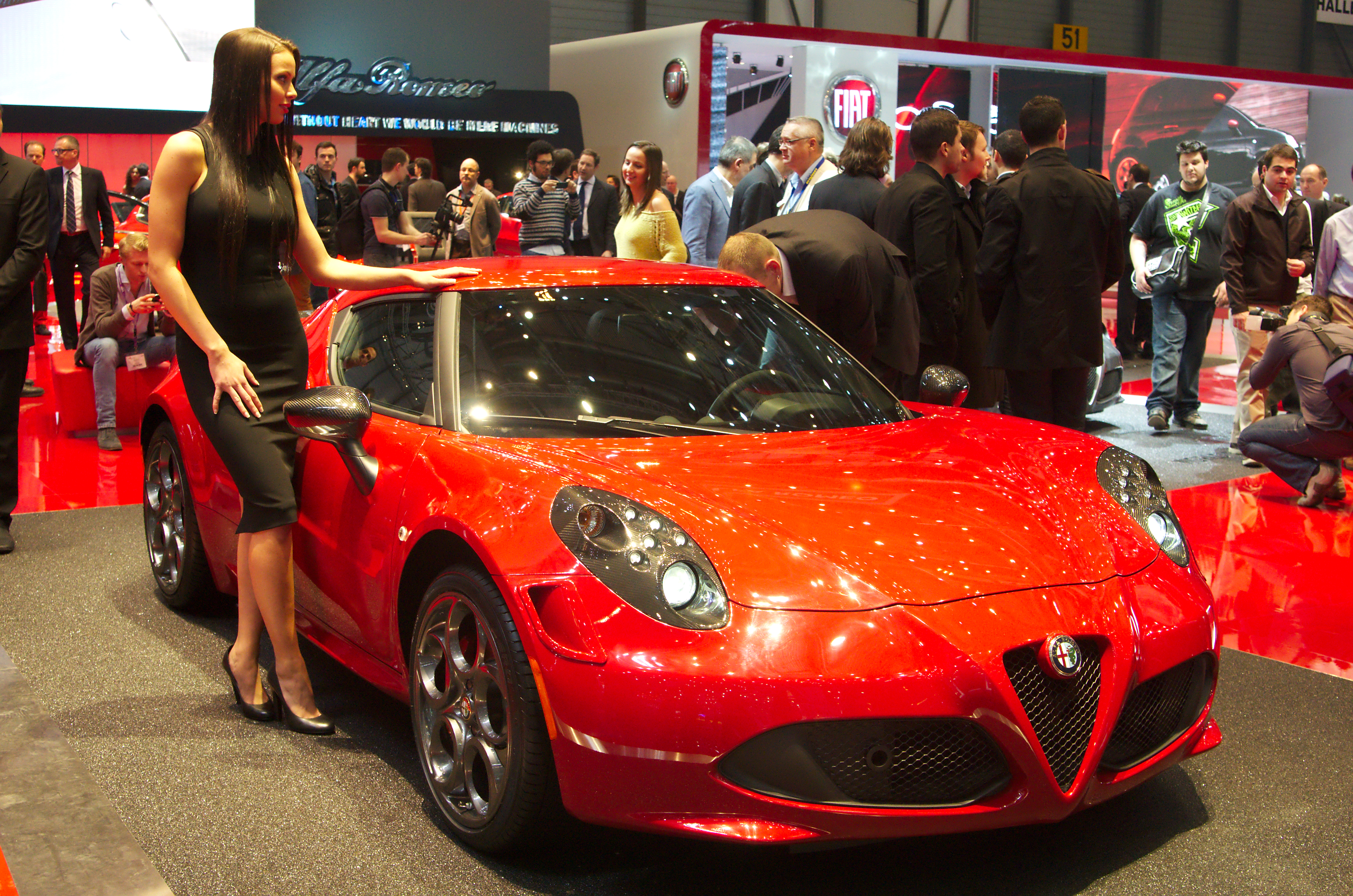
آلفا رومئو ۴سی نسخهٔ معرفی (مدل اروپایی)

نسخهٔ معرفی (Launch Edition) آلفا رومئو ۴سی یک نسخهٔ تولید محدود با شماره‌گذاری منحصر بفرد برای هر دستگاه تولیدی بود که در زمان معرفی خودروی ۴سی در نمایشگاه خودروی ژنو سال ۲۰۱۳ رونمایی شد. چهار رنگ برای این خودرو قابل سفارش بودند که شامل قرمز آلفا، روسو کامپتیزیون (قرمز کامپتیزیون) سه لایه، سفید مادرپرلای سه لایه، و سفید کرارای مات می‌شدند. تولید این مدل در مجموع به ۱٬۰۰۰ دستگاه محدود شده‌بود که ۴۰۰ دستگاه آن برای بازارهای اروپا، آفریقا و خاورمیانه، ۵۰۰ دستگاه برای بازار آمریکای شمالی، و ۱۰۰ دستگاه آن برای سایر بازارهای جهان در نظر گرفته شده‌بود (۸۸ دستگاه تنها با رنگ‌های قرمز آلفا و سفید مادرپرلا به کشور استرالیا صادر شد). ۴سی نسخهٔ معرفی دارای ویژگی‌هایی بود که آن را از مدل پایه متمایز می‌کرد. این ویژگی‌ها مواردی نظیر تزئینات فیبر کربنی (از جمله غلاف چراغ‌های جلو، بالهٔ عقب و پوشش آینه‌های جانبی)، پخشگر (دیفیوزر) عقب آلومینیومی با رنگ‌آمیزی تیره، چراغ‌های جلو از نوع بای-ال‌ئی‌دی (ال‌ئی‌دی چندرنگ)، رینگ‌های آلیاژی ۱۸ اینچی در جلو و ۱۹ اینچی در عقب با رنگ تیره، ورودی‌های هوای اضافه در چهرهٔ جلو، کالیپرهای ترمز به رنگ قرمز، سیستم اگزوز مسابقه‌ای با فیلتر هوای بی‌ام‌سی، کالیبراسیون مخصوص برای کمک‌فنرها و میله موج‌گیر عقب، تودوزی و روکش صندلی‌ها از جنس چرم آلکانترا و یک پلاک با شمارهٔ تولید محدود را شامل می‌شدند. در خودروهایی که دارای رنگ بدنهٔ قرمز آلفا بودند، نخ‌های بکار رفته در دوخت روکش چرم فرمان، ترمز دستی، دستگیرهٔ درها، صندلی‌های اسپورت و سایر بخش‌های با روکش چرم با رنگ قرمز بدنه هماهنگ بودند.
آلفا رومئو ۴سی نسخهٔ معرفی در اروپا با احتساب مالیات بر ارزش افزوده با قیمت ۶۰٬۰۰۰ یورو به بازار عرضه شد.

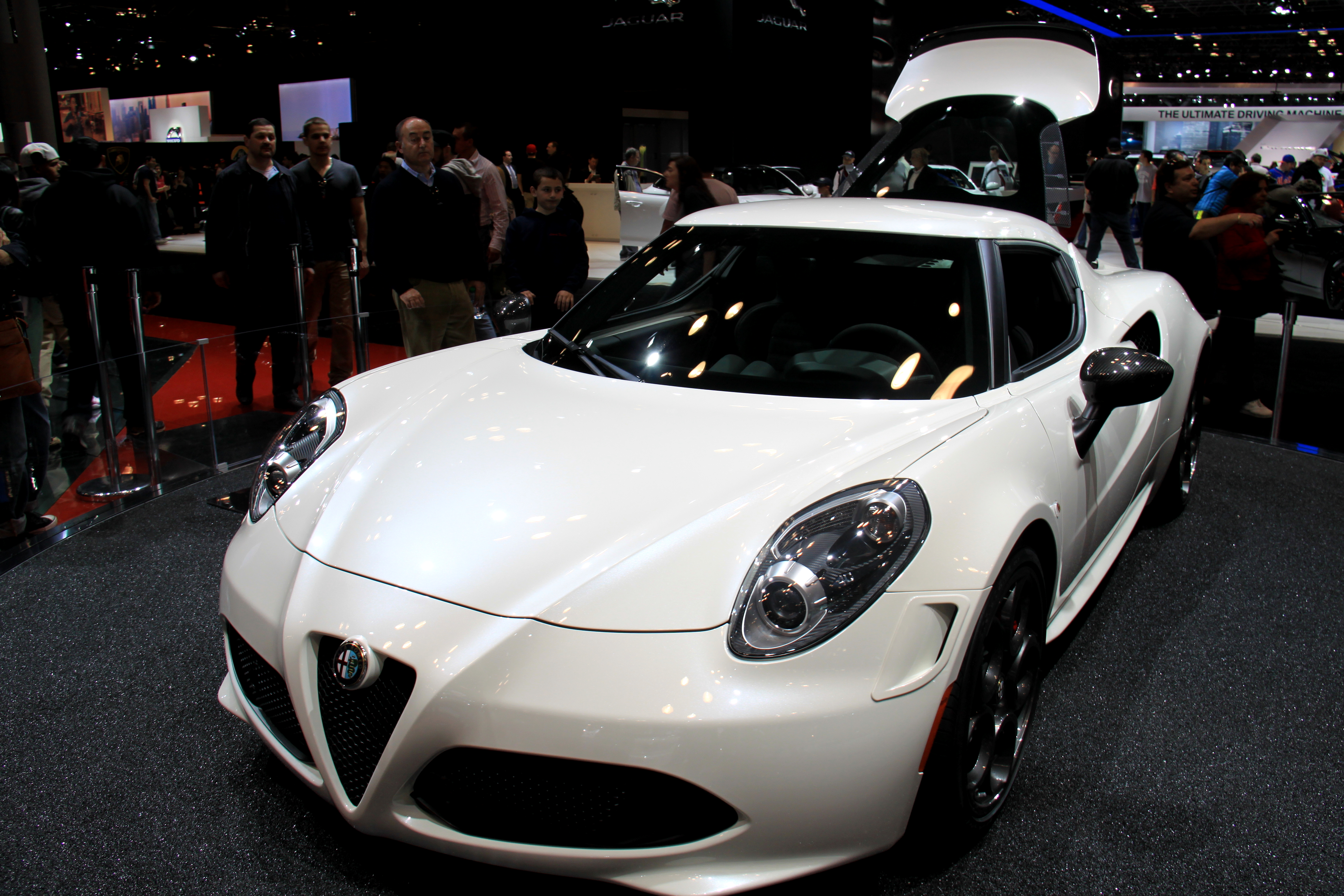
آلفا رومئو ۴سی، نسخهٔ آمریکای شمالی

### نسخهٔ آمریکای شمالی
نسخهٔ مخصوص بازار ایالات متحدهٔ آلفا رومئو ۴سی در نمایشگاه بین‌المللی خودروی نیویورک سال ۲۰۱۴ معرفی شد؛ شرکت آلفا رومئو در نمایشگاه خودروی نیویورک اعلام کرد که ۱۰۰ دستگاه اولیهٔ ۴سی در اوایل ماه ژوئیه سال ۲۰۱۴، و تا پایان همان سال در مجموع ۸۵۰ دستگاه از این خودرو وارد ایالات متحده خواهد شد. برای همگام‌سازی ۴سی با آئین‌نامه‌های ایمنی در ایالات متحده، تغییراتی نظیر افزودن قطعات آلومینیومی به شاسی فیبر کربنی برای افزایش استحکام در این خودرو اعمال شدند که در نتیجهٔ این تغییرات وزن این خودرو در مقایسه با مدل عرضه شده در اروپا، به میزان ۱۵۵ کیلوگرم (۳۴۲ پوند) افزایش یافته‌بود. این نسخه همچنین دارای چراغ‌های جلوی مشابه مدل اسپایدر بود که پیشتر به بازار معرفی شده‌بود.

### آلفا رومئو ۴سی اسپایدر

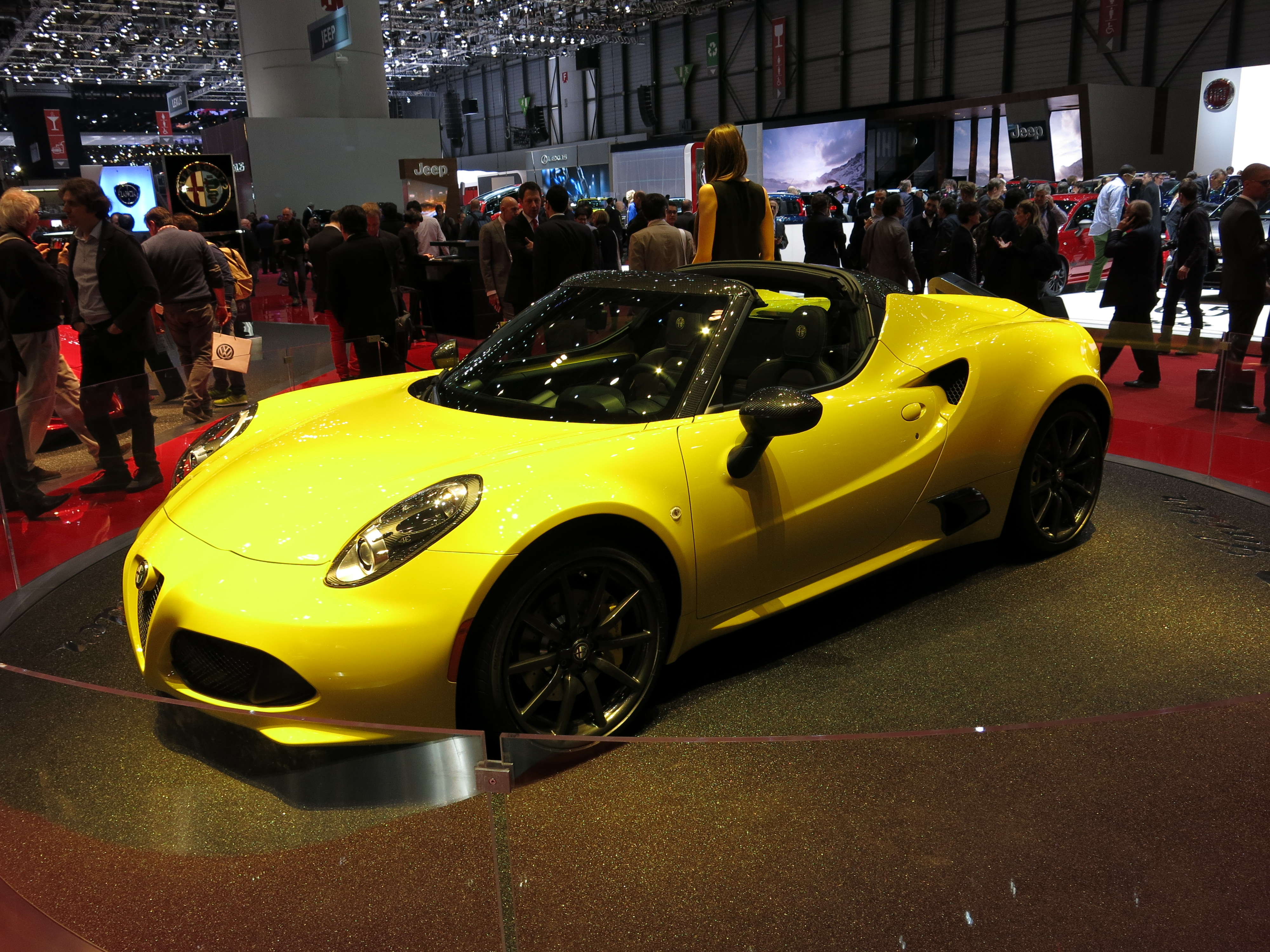
آلفا رومئو ۴سی اسپایدر در نمایشگاه خودروی ژنو سال ۲۰۱۵

نسخهٔ اسپایدر آلفا رومئو ۴سی با نمایش یک نمونهٔ اولیهٔ پیشا-تولید، نخستین بار در نمایشگاه خودروی ژنو سال ۲۰۱۴ به نمایش درآمد. ۴سی اسپایدر که از موتور مشترک با مدل ۴سی کوپه برخوردار است، در مقایسه با مدل کوپه قطعات بیرونی متفاوتی از جمله چراغ‌های جلو، درپوش موتور و اگزوز، و پنل سقف متفاوتی که شامل یک سقف با قابلیت جداسازی می‌شد را دارا است. شرکت آلفا رومئو تأیید کرده‌است که جهت هماهنگی با سقف جداشونده، اقداماتی را برای بهبود استحکام کلی خودرو بر روی ۴سی اسپایدر انجام گرفته‌است. این اقدامات افزایش وزنی معادل ۶۰ کیلوگرم (۱۳۲ پوند) نسبت به مدل کوپه، و وزن خالص نهایی حدود ۹۸۵ کیلوگرم (۲٬۱۷۲ پوند) (با روغن و سایر مایعات) را به همراه داشته‌اند.
مدل اسپایدر دارای تفاوت‌های اندک نسبت به ۴سی کوپه است. در ۴سی اسپایدر ستون‌های آ (قاب شیشهٔ جلو) از جنس الیاف کربن بوده و یک رول بار آلومینیومی نیز در بخش عقب کابین نصب شده‌است. درپوش موتور در مدل اسپایدر از نو طراحی شده و سقف خودرو از نوع پارچه‌ای و جداشونده به صورت دستی می‌باشد که پس از جداسازی در یک کیف مخصوص و در بخش صندوق بار (پشت موتور) جای می‌گیرد. مدل اسپایدر همانند مدل کوپه فاقد فرمان هیدرولیک است.

### آلفا رومئو ۴سی کامپتیزیون
نسخهٔ کامپتیزیون از آلفا رومئو ۴سی با تولید محدود (۱۰۸ دستگاه) در نمایشگاه خودروی ژنو سال ۲۰۱۸ رونمایی شد. از ویژگی‌های این نسخه، که با رنگ خاکستری مات وسویو عرضه شد، می‌توان به استفاده از تزئینات فیبر کربنی بر روی سقف، بالهٔ عقب، پوشش آینه‌های جانبی، ورودی‌های هوای جانبی و چراغ‌های جلو اشاره کرد.

### آلفا رومئو ۴سی اسپایدر ایتالیا
آلفا رومئو ۴سی ایتالیا، که تنها ۱۰۸ دستگاه از آن در بازارهای اروپایی عرضه شد، اولین بار در سال ۲۰۱۸ معرفی شد. همچنین این خودرو برای مدل سال ۲۰۲۰ تنها به تعداد ۱۵ دستگاه و در رنگ آبی میسانوی متالیک با ورودی‌های هوای جلو و پخشگر (دیفیوزر) عقب به رنگ مشکی پیانویی برای بازار ایالات متحده در نظر گرفته شده‌است. گلگیرهای عقب این خودرو به نشان «اسپایدر ایتالیا» با پرچم ایتالیا آراسته شده‌اند. در فضای داخلی نیز یک پلاک آلومینیومی با نشان اسپایدر ایتالیا بر روی کنسول میانی نصب شده‌است.

## ورزش‌های موتوری

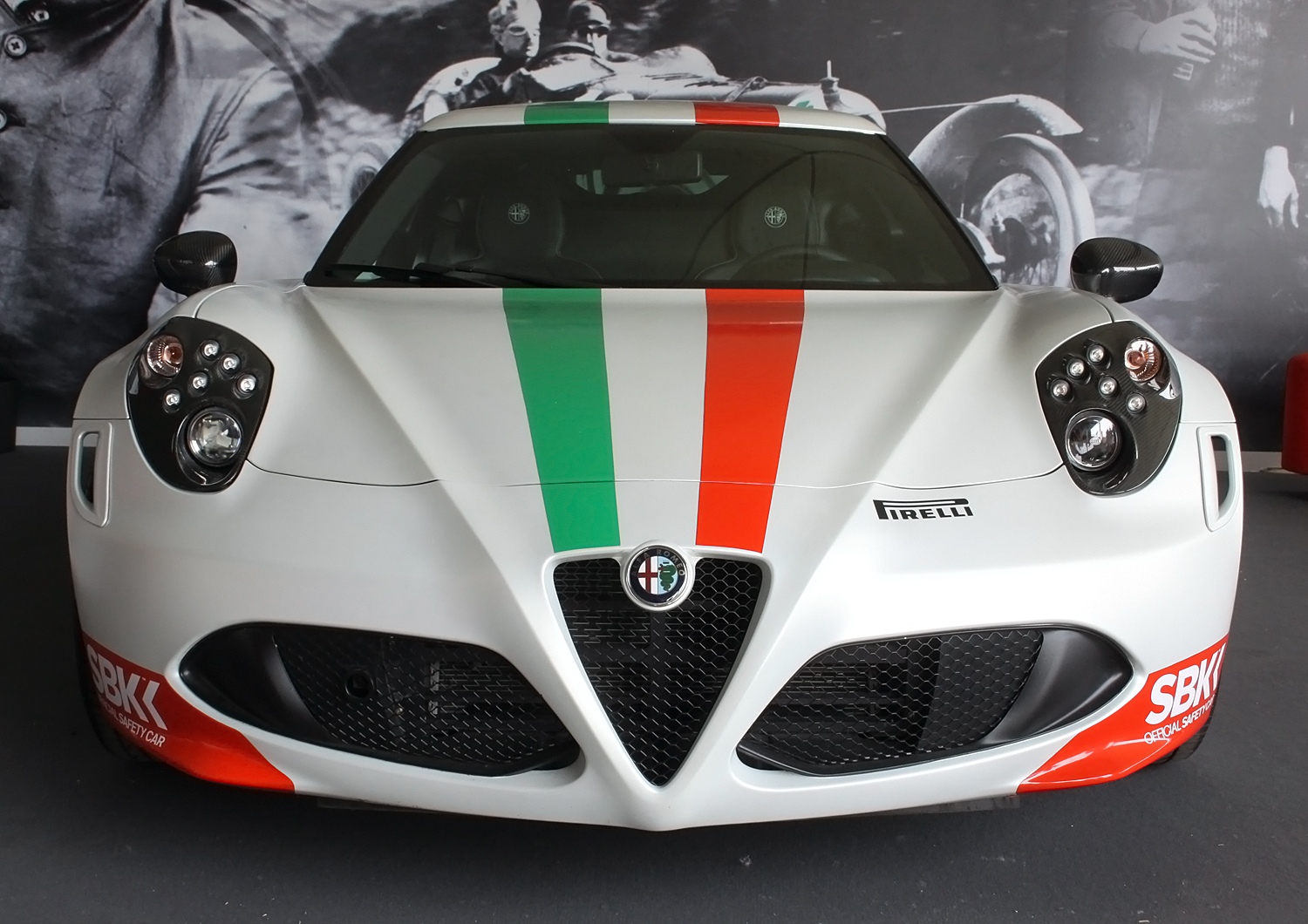
۴سی ۲۰۱۳، خودروی ایمن رسمی اس‌بی‌کی (مسابقات موتورسواری سوپربایک قهرمانی جهان)

در تاریخ ۱۲ سپتامبر ۲۰۱۳، آلفا رومئو ۴سی (با لاستیک‌های پیرلی پی زیرو تروفئو) به رانندگی هارست فون سارما موفق شد در زمان ۸ دقیقه و ۴ ثانیه یک دور پیست نوربرگ‌رینگ را طی کند.
۴سی از فصل ۲۰۱۳ به عنوان خودروی ایمن رسمی در مسابقات موتورسواری سوپربایک قهرمانی جهان (SBK) مورد استفاده قرار گرفته‌است. در این میان به‌طور استثناء در پیست لاگونا سکا از محصول دیگر شرکت فیات، یعنی دوج چلنجر به عنوان خودروی ایمن استفاده می‌شود.

### آلفا رومئو ۴سی پیکیو
یک شرکت تیونینگ خصوصی با نام پیکیو اس.پی. ای، یک نسخهٔ آماده برای مسابقه از آلفا رومئو ۴سی را برای تولید به تعداد محدود آماده کرده‌است. این مدل به یک موتور جدید ۱۷۵۰ سی‌سی چهار سیلندر توربو با توان خروجی ۶۰۰ اسب‌بخار، و جعبه‌دندهٔ نیمه‌خودکار ترتیبی هیولند با کنترل‌های روی فرمان مجهز است. سیستم تعلیق ۴سی در این مدل از نو طراحی شده تا توانایی تطابق با لاستیک‌های ۱۳ اینچی پیرلی پی‌زیرو را داشته باشد. این خودرو دارای گواهی‌نامهٔ رسمی از فیا (فدراسیون بین‌المللی اتومبیل‌رانی) بوده و کاملاً برای مسابقات آماده شده‌است. ۴سی پیکیو طبق قوانین فیا به رول بار و سوئیچ‌های قطع جریان مجهز بوده و در فضای داخلی نیز از صندلی تک‌نفرهٔ جدید و کمربندهای مسابقه‌ای بهره‌مند است.
نمونهٔ پروتوتایپ این خودرو در رویدادهای تپه‌نوردی در ایتالیا مورد استفاده قرار می‌گیرد؛ اگرچه مشتریان نیز می‌توانند سفارش ساخت ۴سی پیکیوی اختصاصی خود را با قیمت ۲۹۶٬۰۰۰ یورو بدهند.

## جایزه‌ها
جایزه‌هایی که آلفا رومئو ۴سی در سطح جهان دریافت کرده‌است عبارتند از:
- جایزهٔ «خودروی عملکردی سال ۲۰۱۵» در افتتاحیهٔ همایش اهدای جایزهٔ بهترین خودرو و ون سال توسط اتحادیهٔ خبرگزاری‌های موتوری حرفه‌ای در ایرلند[۶۵]
- جایزهٔ «زیباترین خودروی سال ۲۰۱۳» در بیست و نهمین فستیوال بین‌المللی اتومبیل در فرانسه—با کسب ۴۱ درصد از کل آراء و در جایگاه بالاتر نسبت به ب‌ام‌و سری ۴ (۲۵٪)، مرسدس-بنز سی‌ال‌ای (۲۲٪)، مزدا ۳ (۱۲٪). بیش از ۱۰۰٬۰۰۰ رأی از بیش از ۵۰ کشور جهان در این فستیوال به ثبت رسید.[۶۶]
- جایزهٔ بهترین خودرو در ردهٔ خودروهای اسپورت وارداتی در جوایز «بهترین خودروهای ۲۰۱۴» از سوی مجلهٔ اتو موتور اند اسپورت—با اختلاف نسبت به برندهٔ قبلی، استون مارتین رپید اس[۶۷]
- جایزهٔ «بهترین خودروی اسپورت سال ۲۰۱۴» در ردهٔ ابرخودروهای کامپکت با رأی ال اکونومیستا[۶۸]
- خوانندگان مجلهٔ اتوزیتانگ با ۱۷٫۲٪ آراء، این خودرو را به عنوان برندهٔ نسخهٔ ۲۶ جوایز «جام خودرو» در ردهٔ خودروهای اسپورت/وارداتی برگزیدند. —این خودرو با دریافت این جایزه، خودروهای گرانتری نظیر استون مارتین وی۸ ونتیج (۱۶٫۶٪) و جگوار نوع اف (۱۵٫۸٪) را شکست داد.[۶۹]
- جایزهٔ مخاطبان مجلهٔ وات کار؟ در ردهٔ «هیجان‌انگیزترین خودروی معرفی شده در سال ۲۰۱۳»[۷۰]
- معرفی به عنوان خودروی سال ۲۰۱۳ از سوی مجلهٔ اف‌اچ‌ام[۷۱]
- جایزهٔ شیک‌ترین خودروی سال ۲۰۱۶ از سوی ویچ‌کار استرالیا[۷۲]